# Hannah Whelan
Hannah Whelan, (Singapura, 1 de Julho de 1992), é uma ginasta inglesa que compete em provas de ginástica artística pela Grã-Bretanha.
Hannah viveu em Singapura até os cinco anos de idade, depois, foi morar em Houston, Texas, EUA, onde começou a treinar aos seis anos de idade. Em 2001, aos nove anos, ela e a família foram morar no Reino Unido, onde passou a treinar no 'Instituto Central de Ginástica', em Manchester. Em 2005, mudou-se para Liverpool, onde vive e é treinada por Claire Duffy e Amanda Kirby. Hannah ocupa a quarta colocação no ranking nacional. Em 2008, participou dos Jogos Olímpicos de Pequim, China, nos quais terminou com a 77º colocação no individual geral e a 9º por equipes.